# Karl I. (Baden)

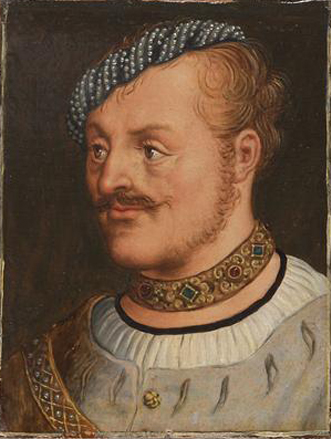
Markgraf Karl I. von Baden

Karl I. von Baden (* 1427; † 24. Februar 1475 in Pforzheim; genannt der Krieger) war Markgraf von Baden.

## Leben
Er war der erste Sohn aus der Verbindung von Katharina von Lothringen und dem Markgrafen Jakob I. von Baden.
Karl I. kam weniger nach seinem diplomatischen Vater, sondern mehr nach seinem streitbaren Großvater. Karl I. lag 1462 mit dem Kurfürsten Friedrich I. von der Pfalz, genannt der Siegreiche, in einem Streit, der zum Badisch-Pfälzischen Krieg führte. Nachdem der Markgraf zwischen Kaiser Friedrich III., dem Papst Pius II. und einigen Fürsten, um die Besetzung des Bischofsstuhls von Mainz zuerst versucht hatte, zwischen den zerstrittenen Lagern zu vermitteln, dann aber doch die Partei seines Bruders, des Bischofs Georg von Metz, ergriff, kam es in der Folge zum Badisch-Pfälzischen Krieg.
In der Folge kam es zu Verwüstungen und Plünderungen auf beiden Seiten und zur Festsetzung des Markgrafen bei der Schlacht bei Seckenheim durch Friedrich I. von der Pfalz. Der Markgraf musste zur Freilassung 25.000 Gulden zahlen, seinen Anteil an der Grafschaft Sponheim als Pfand abgegeben und Pforzheim zum pfälzischen Lehen erklären. Friedrich I. von der Pfalz hatte fortan seinen Anspruch als Kurfürst gesichert. Die Gebeine Karls I. fanden in der Stiftskirche ihre letzte Ruhe.

## Ehe und Nachkommen
Karl I. heiratete am 1. Juli 1447 in Pforzheim Katharina von Österreich (1420–1493), Tochter von Ernst dem Eisernen und Schwester des späteren Kaisers Friedrich III. Aus dieser Verbindung stammen folgende Kinder:
- Christoph (* 13. November 1453 in Baden-Baden; † 19. April 1527 in Baden-Baden)
- Albrecht (* 1455 in Hachberg; † 1488 in Damme)
- Friedrich (* 9. Juli 1458; † 24. September 1517 in Lier); Bischof von Utrecht
- Katharina (* 15. Januar 1449; vor † 8. Mai 1484) ⚭ 19. Mai 1464 Graf Georg III. von Werdenberg-Sargans
- Cimburga (* 15. Mai 1450; † 5. Juli 1501 in Breda) ⚭ 19. Dezember 1468 Graf Engelbert II. von Nassau-Dillenburg
- Margaretha (* 1452; † 14. Januar 1496 in Lichtental); Äbtissin im Kloster Lichtenthal
- Anna, uneheliche Tochter ⚭ 1471 Johannes Henne